# De Gil

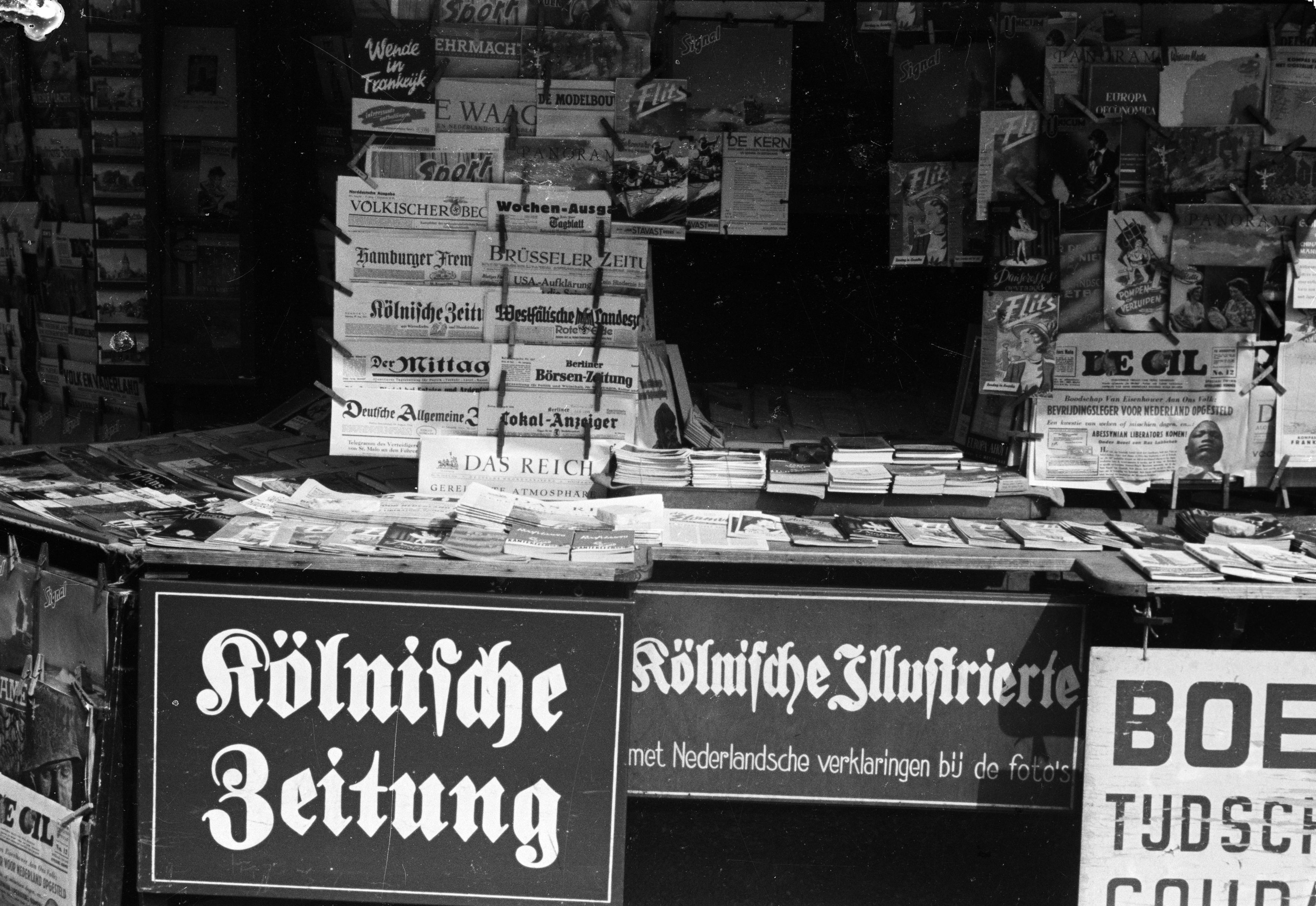
Niederländischer Zeitungskiosk während der deutschen Besatzung, mit unter anderem De Gil

De Gil (Der Aufschrei) war eine satirische Zeitung, die während der deutschen Besatzung der Niederlande im Zweiten Weltkrieg von der Abteilung Aktivpropaganda der Hauptabteilung für Volksaufklärung und Propaganda herausgegeben wurde. Sie erschien vierzehntäglich und hatte ihren Redaktionssitz in Den Haag. Von De Gil erschienen lediglich vierzehn Ausgaben, die jedoch aufgrund des besonderen Charakters der Zeitung niederländische Pressegeschichte schrieben.

## Geschichte
Die erste Ausgabe von De Gil erschien am 15. Januar 1944. Erster Chefredakteur war Louis Thijssen, der zuvor in gleicher Funktion bei der Zeitung De Residentiebode tätig war und 1941 einige Wochen wegen eines satirischen Berichts im Gefängnis zugebracht hatte. Er wurde jedoch bereits nach der dritten Ausgabe durch Willem van den Hout ersetzt, der in den Jahren 1940/41 bei der Nationaal Front aktiv war. Die Redaktion gestaltete De Gil so, als sei sie ein illegales Untergrundblatt, obwohl sie in Wirklichkeit ein Propagandainstrument der Besatzungsmacht war. Van den Hout sorgte nach seinem Eintritt dafür, dass die Propaganda im Vergleich zu den vorangegangenen Ausgaben subtiler daherkam.
In der Zeitung wurden Deutsche und Mitglieder der niederländischen Nationalsozialisten NSB in Artikeln und mittels Karikaturen aufs Korn genommen, selbst offiziell verbotene Themen wie die alliierten Radiosender und Jazz wurden behandelt. Die Erweiterung des Inhalts um Rezensionen von Jazzplatten und Künstlerporträts dieser Musikrichtung geht auf Van der Hout zurück, der auch sonst die Zeitung amerikanischer aussehen ließ. In anderen Artikeln wurde auf satirisch-„objektive“ Weise auf die sich in London aufhaltende niederländische Exilregierung, das ebenfalls dorthin geflüchtete Königshaus, die illegale Presse, die Juden, den Bolschewismus, die erwartete Landung der Alliierten und andere Themen eingegangen.
Von besonderer Bedeutung ist die letzte Ausgabe vom 15. September, denn in ihr wurde der Begriff des Dolle Dinsdag (närrischer Dienstag) eingeführt. Dieser bezieht sich auf das sich Anfang September ausbreitende Gerücht, dass angesichts des schnellen Vormarschs der Alliierten am 5. September (einem Dienstag) die rasche vollständige Befreiung der Niederlande einsetzen werde. Daraufhin ergriffen viele NSBler die Flucht, allerdings stellte sich schnell heraus, dass die Alliierten in den folgenden Tagen die Niederlande noch nicht erreicht hatten und die vollständige Befreiung noch lange auf sich warten lassen sollte. Die Überschrift „De Gil erscheint weiter - auch nach der Befreiung!“ eines weiteren Artikels nimmt ebenso Bezug auf diese Situation. Der Dolle Dinsdag ging anschließend in den Sprachgebrauch ein, und ironischerweise wurde dann doch an dem Tag, als diese Ausgabe erschien, mit Maastricht die erste niederländische Stadt befreit. In der gleichen Ausgabe wurde auch der Pressewächter Max Blokzijl auf den Arm genommen, dem man unterstellte, dass er panisch versucht habe, sich angesichts der heranrückenden Alliierten abzusetzen.
Die Auflage von De Gil schwankte zwischen 100.000 und 200.000 Exemplaren, damit war die Zeitung durchaus als ein Erfolg anzusehen. Der Hauptgrund für diesen Erfolg war, dass die Niederländer mit diesem Blatt eine Abwechselung zur gleichgeschalteten und trockenen einheimischen legalen Presse und der gleichermaßen humorlosen illegalen Presse bekamen. Dies war nicht die einzige von deutscher Seite lancierte Satire, bereits Mitte 1942 hatte die Hauptabteilung einige Ausgaben einer Vrij Nederland-Parodie drucken lassen, der Unterschied zwischen diesen und dem echten illegalen Vrij Nederland wurde mit einem Fragezeichen hinter dem Titel kenntlich gemacht. Darauf entgegnete Vrij Nederland scherzhaft, dass es von nun an mit einem Ausrufungszeichen erscheinen werde.
De Gil gehörte zu den Versuchen der deutschen Besatzungsmacht, mit subtilen Methoden die niederländische Bevölkerung zu beeinflussen, doch wie bei anderen Versuchen in der Presse und im Rundfunk war eine große Leser- oder Zuhörerschaft nicht mit einer erfolgreichen Einflussnahme gleichzusetzen. Nach der Einstellung der Zeitung lebten die satirischen Aktivitäten noch eine Weile im Radio als Gil-club fort.